# Giovanna Daffini
Giovanna Daffini (22 de abril de 1914 – 7 de julho de 1969) foi uma cantora italiana, associada ao movimento Nuovo Canzoniere Italiano.

## Vida
Nascida na Villa Saviola, na província de Mantova, desde cedo conviveu com músicos itinerantes. Durante a estação de cultivo do arroz, ela trabalhava nos distritos de Novara e Vercelli. Foi nesse período que aprendeu as canções populares que a tornariam famosa. Mais tarde, ela foi acompanhada pelo marido, Vittorio Carpi, no violino, em danças de casamento e festivais populares.
Em 1962, ela gravou a canção "Alla mattina appena alzata", uma versão de Bella Ciao, para os musicólogos Gianni Bosio e Roberto Leydi.
Ela morreu em Gualtieri (Reggio Emilia), onde passou grande parte de sua vida, em 1969.

## Gravações

### EP
- 1964 - La mariuleina - Canzoni padane (I dischi del sole) DS 32

### LPs
- 1967 - Una voce un paese (I dischi del sole) DS 146/48
- 1975 - Amore mio non piangere (I dischi del sole) DS 1063/65

### 45
- 1967 - Festa d'aprile / Ama chi ti ama (I dischi del sole) LR 45/4

### CD
- 1991 - L'amata genitrice (I dischi del mulo) 300 004-2